# Thomas Klinkhammer
Thomas Klinkhammer (* 1961 in Wevelinghoven) ist ein deutscher Dirigent, Musiker und Offizier im Dienstgrad eines Oberst.

## Leben
Klinkhammer stammt aus einer musikalischen Familie: Sein Großvater und Onkel leiteten den örtlichen Musikverein und sein Vater war Berufsmusiker und Soldat auf Zeit beim Heeresmusikkorps 7. Er wuchs in Düsseldorf und Neuerburg auf. Ab dem Alter von sechs Jahren erhielt er Klavier- und später Klarinetten-Unterricht an der Clara-Schumann-Musikschule Düsseldorf. Nach dem Abitur am Neuerburger Eifel-Gymnasium trat er als Freiwilliger in die Bundeswehr in die Laufbahn der Offiziere des Militärmusikdienstes ein und begann zum Sommersemester 1981 ein Kapellmeister-Studium an der Robert Schumann Hochschule Düsseldorf. Seine Hauptfächer waren Dirigieren (Klasse Wolfgang Trommer) und Klavier. Das Studium schloss er 1985 mit dem Kapellmeisterdiplom ab. Zuvor besuchte er bereits Laufbahnlehrgänge und legte die Offizierprüfung an der Sanitätsakademie der Bundeswehr in München ab (im Verteidigungsfall werden Militärmusiker im Sanitätsdienst eingesetzt).
Anschließend absolvierte er den Einheitsführerlehrgang an der Offizierschule des Heeres in Hannover, war Musikoffizier in verschiedenen Musikkorps der Bundeswehr und zwei Jahre stellvertretender Chef des Stabsmusikkorps der Bundeswehr in Siegburg bis ihm die Leitung des Heeresmusikkorps 9 in Stuttgart übertragen wurde. Zum 1. Oktober 1992 wechselte er nach Koblenz zum Heeresmusikkorps 300, das er bis 2003 führte.
Es folgte der Wechsel in die Administration, zunächst ins Dezernat Militärmusik des Streitkräfteamtes, dann ins Zentrum Militärmusik der Bundeswehr (Bereich Weiterentwicklung). Später wurde er stellvertretender Leiter des Zentrums Militärmusik und schließlich am 22. Februar 2022 in Nachfolge von Christoph Lieder dessen Chef und Leiter des Militärmusikdienstes.
Klinkhammer ist verheiratet und hat zwei Kinder.